# 納夫巴赫河
50°51′55″N 7°14′21″E / 50.8652985°N 7.2391775°E

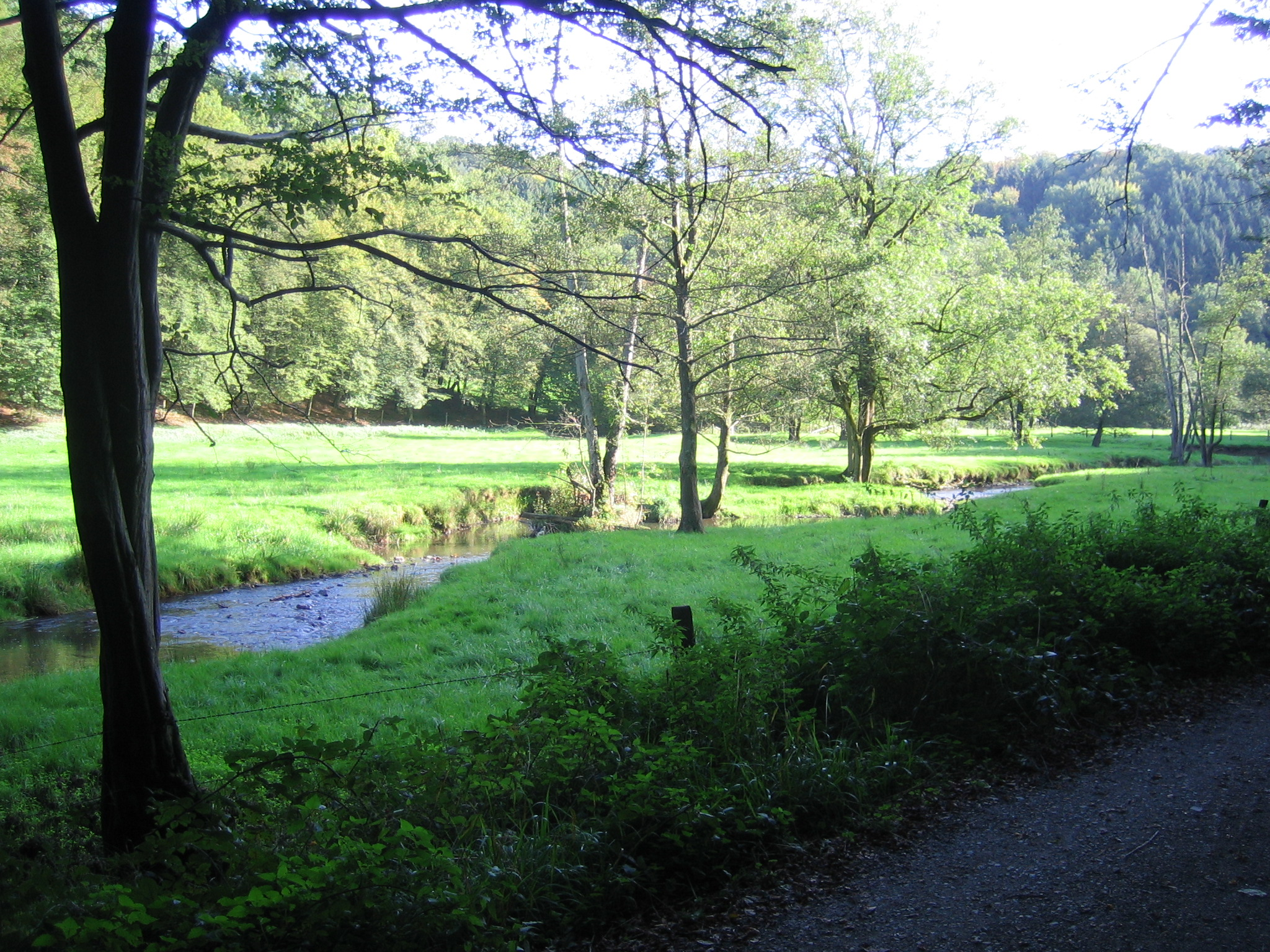

納夫巴赫河（德語：Naafbach），是德國的河流，位於該國西部，處於北萊茵-威斯特法倫州，屬於阿格河的左支流，河道全長22.7公里，流域面積45.9平方公里。